# جسر إربين
الجسر فوق نهر إيربين في هوستوميل هو جزء من الطريق السريع M07 ‏ ( كييف - كوفيل - ياهودين). يربط الجسر قرية موستيشتشي، هوستوميل [موستيشتشي (الغموض في جوستوميلي)] السابقة مع الجزء الرئيسي من هوستوميل بالقرب من بوتشا وإيربين .

## تاريخ

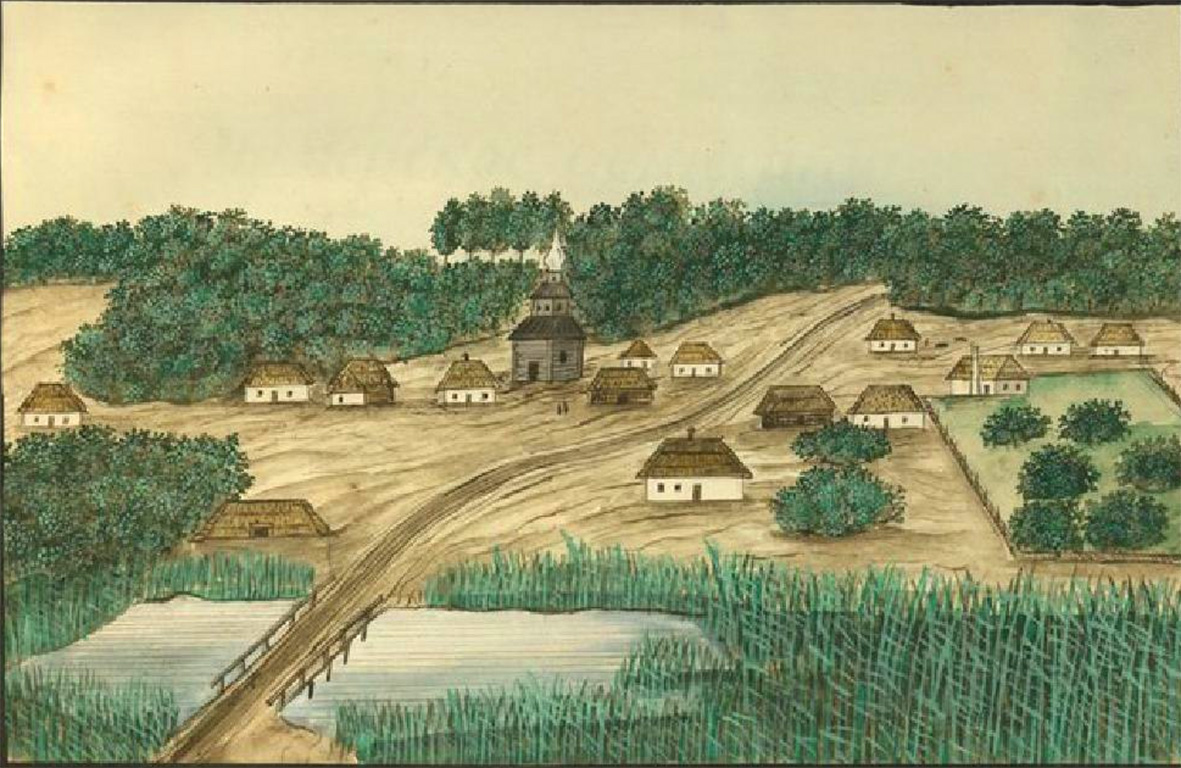
رسم لموستيشي مع الجسر فوق نهر إربين، بقلم Dominique Pierre de la Flise ، 1854.

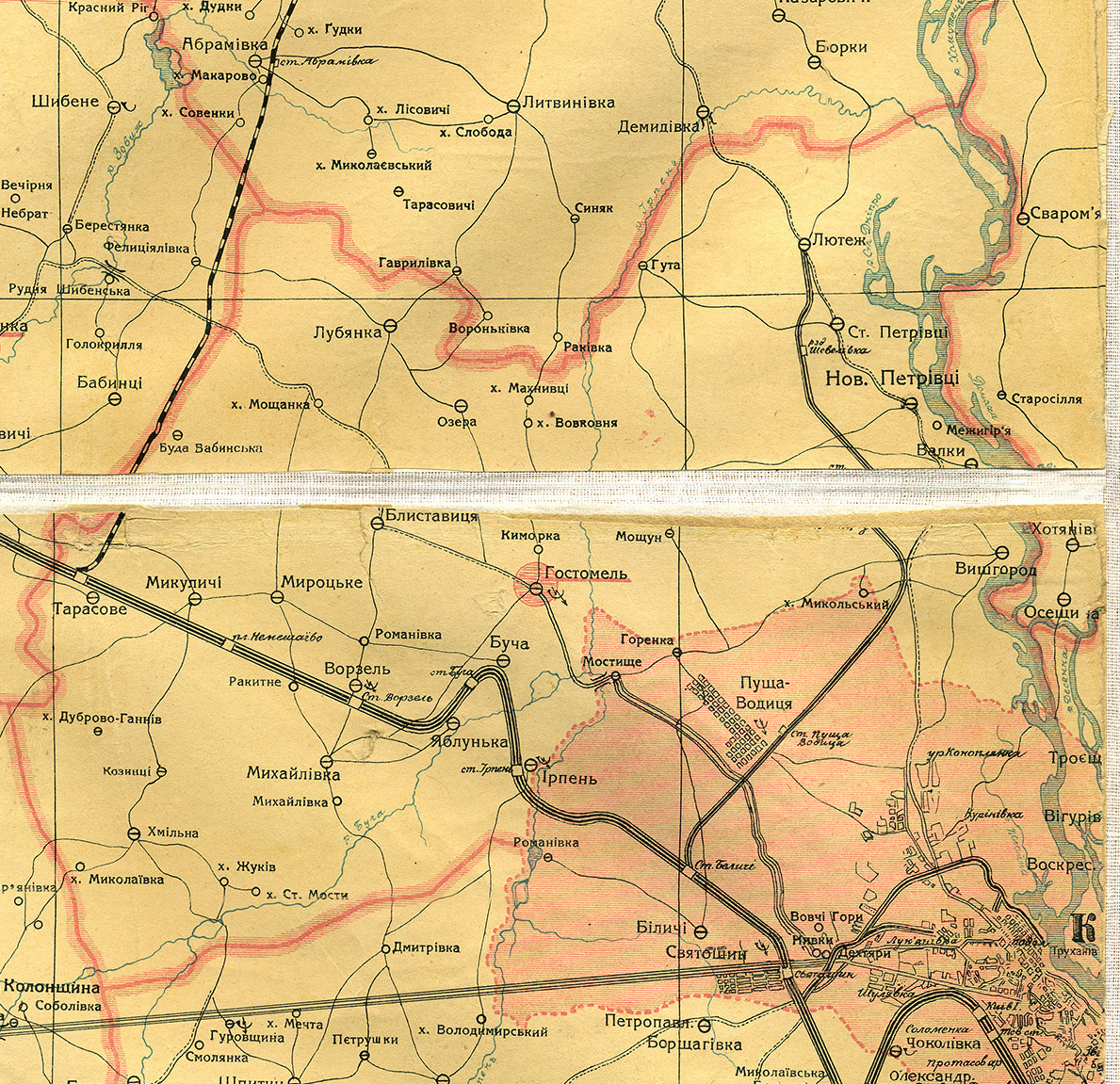
خريطة للمناطق المحيطة بـ Hostomel من عام 1925 مع تحديد الجسر بالقرب من Mostyshche.

جسر ( ضباب ( شَبُّورَة ) موجود في هذه المنطقة منذ العصور القديمة، ومن هنا جاء اسم موستيشي.
تم بناء الجسر السابق في عامي 1958 و1959. في ذلك الوقت كان عرضه 7 أمتار.
في عام 2010، خضع الجسر لعملية إعادة بناء كبرى. تم افتتاحه في 9 سبتمبر 2010. تم تطوير مشروع إصلاح الجسر من قبل معهد المشاريع الحكومية أوكرديبرودور [أوكرديبرودور] ، وتم تنفيذ أعمال البناء بواسطة شركة زات ""إم بي يو-3"" من كييف.

### الغزو الروسي لأوكرانيا
في 25 فبراير 2022، أثناء معركة كييف ، وهي جزء من الغزو الروسي الأكبر لأوكرانيا ، عمدة إيربين أوليكساندر ماركوشين [ماركوشين أولكسندر جريجوروفيتش] ذكرت أن ثلاثة جسور فوق نهر إربين تم تفجيرها (على طريق إربين، وفي هوستوميل، وفي ديميديف ).
تم استعادة حركة المرور على الجسر جزئيًا في 18 يناير 2024، وتم استعادتها بكامل طاقتها في 7 فبراير 2024.

## المواصفات الفنية
يبلغ طول الجسر الجديد 140 متراً، والمعايير الرئيسية للجسر تلبي متطلبات الطريق السريع من الدرجة الأولى.
عرض الجسر 9.5 متر. نظرًا لأن الجسر يقع على أراضي مكان مأهول بالسكان ، فهو يحتوي على رصيف وأعمدة إنارة للشوارع.
خلال عملية تجديد الجسر، تم استخدام هياكل ومواد حديثة ومتينة.
وتبلغ كثافة حركة المرور عبر الجسر أكثر من 25 ألف سيارة يومياً.